# Тонди, Ибрагим
Ибрагим Тонди (англ. Ibrahim Tondi; род. 10 марта 1985) — нигерский легкоатлет, выступавший в барьерном беге. Участник летних Олимпийских игр 2004 года.

## Биография
Ибрагим Тонди родился 10 марта 1985 года.
В 2003 году занял 8-е место в беге на 400 метров с барьерами на Всеафриканских играх в Абудже с результатом 53,39 секунды.
В 2004 году занял 8-е место в беге на 400 метров с барьерами на чемпионате Африки в Браззавиле. В полуфинальном забеге установил рекорд Нигера — 52,43.
В 2004 году вошёл в состав сборной Нигера на летних Олимпийских играх в Афинах. В беге на 400 метров с барьерами занял в четвертьфинале последнее, 7-е место, показав результат 52,62 и уступив 3,09 секунды попавшему в полуфинал с 4-го места Эдивалду Монтейру из Португалии.

## Личный рекорд
- Бег на 400 метров с барьерами — 52,43 (17 июля 2004, Браззавиль)[5]